# Dolmen de la Portella
El Dolmen de la Portella era un monument megalític del terme comunal de Molig, a la comarca del Conflent, de la Catalunya del Nord.
Era al nord-oest del terme de Molig, a la zona de Collell, al nord-oest de les Closes i al sud de la Pineda, en una zona on estan documentats altres dòlmens que avui no es retroben (el Dolmen de la Pineda i el Dolmen de la Bressa).
Fou descobert per Joseph Jaubert de Réart el 1832, però no ha estat trobat pels darrers estudiosos del tema, com Abélanet i Carreras i Tarrús. En un informe d'un altre arqueòleg del 1872 se'l torna a esmentar com a existent, n'adjunta la planta i l'anomena túmul, atès que ha perdut la coberta.
Vegem com descriu el lloc on es troba i el dolmen mateix Isidore Rouffiandis (traduït del francès): Aquest túmul es troba al voltant de 2 quilòmetres al nord-oest del poble de Molig, no gaire lluny de les diverses ziga-zagues que forma el vell camí de Ginclà després d'haver franquejat el rierol de Collell. Aquesta regió, coneguda amb el nom de Portella (portes) roman erma i quasi sense valor. Són terres vagues, abandonades per al trànsit dels ramats; sense cap mena de dubte, foren altre temps plenes de bosc, ja que a cada petita plana s'aprecien les traces d'antigues carboneres. El monument cèltic de la Portella és a l'esquerra del camí, quasi a l'angle amb el camí vell de Campome. Es troba envoltat de blocs granítics informes que són veritables menhirs naturals. Té poca presència exterior, i està format, com tots els altres de la mateixa població, per tres pedres llargues i estretes emplaçades a terra. El conjunt de les tres pedres forma una tomba matusserament construïda, d'on el nom que rep de túmul o tomba. L'obertura està orientada aproximadament cap a migdia; les pedres tenen una certa inclinació de dins cap a enfora. La pedra A, la de la dreta de l'esquema, fa 1,24; la de l'esquerra, 1,02, i la de la capçalera, 0,90, amb un gruix entre 0,15 i 0,30. La pedra superior és desapareguda, i el túmul mostra ser més llarg i ample que la sepultura.